# Stadio municipale Sérgio Conceição
Lo stadio municipale Sérgio Conceição (in portoghese Estádio Municipal Sérgio Conceição) è uno stadio di calcio situato in località Taveiro, nella città di Coimbra, in Portogallo. Costruito nel 2002, dispone di 2 500 posti a sedere e prende il nome dal calciatore Sérgio Conceição, nato a Coimbra.
È lo stadio di casa delle squadre di calcio locali, l'União de Coimbra e l'União Desportiva Taveirense.
Durante la stagione 2002-2003 l'Académica de Coimbra ha giocato la maggior parte delle partite casalinghe in questo stadio perché l'impianto di casa, il Città di Coimbra, è stato sottoposto a lavori di ampliamento e ammodernamento per ospitare alcune partite del campionato europeo di calcio 2004.